# Kosznica
Kosznica, (opłotki) – ściany w pierwotnych chatach, lub ogrodzenie wykonane z plecionych gałęzi czasami obrzucanych gliną, wzmocnione drewnianymi słupami (żerdziami) wbitymi bezpośrednio w ziemię podtrzymującymi dach.